# Sloutch
La Sloutch (en ukrainien : Случ ; en russe : Случь ; en polonais : Słucz ; en slovaque : Sluč, Jižní Sluč) est une rivière du nord-ouest de l'Ukraine et un affluent de la rive droite de la rivière Horyn, dans le bassin du Dniepr, par la Pripiat.

## Géographie

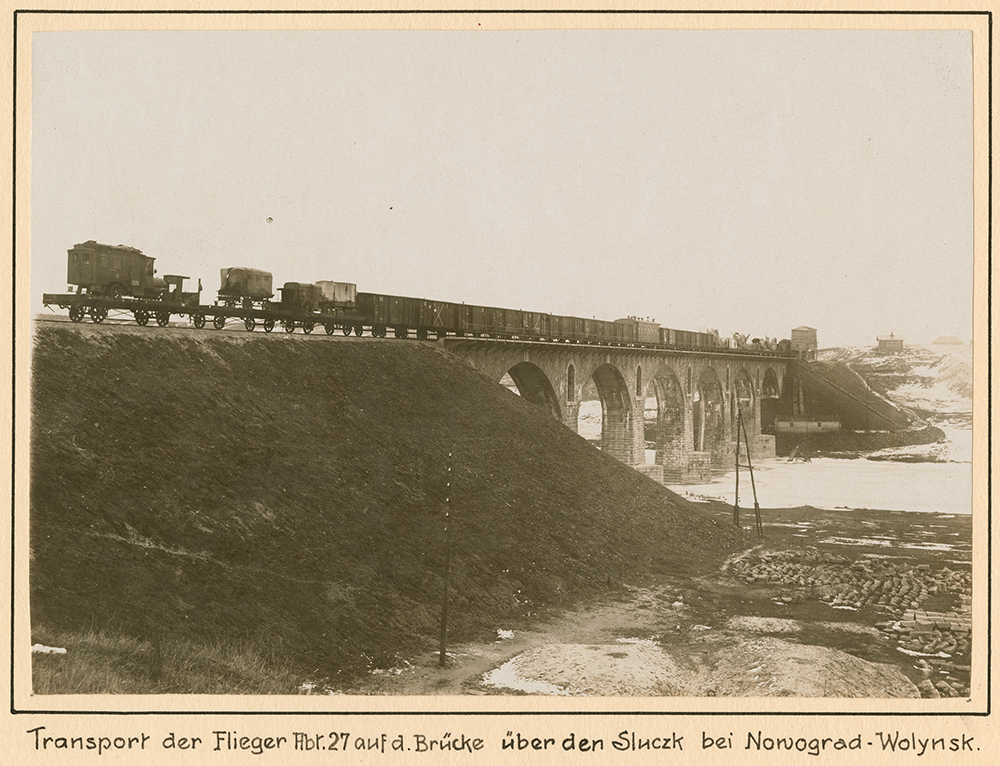
Transport ferroviaire de la 27e escadrille allemande sur la Sloutch à Novohrad-Volynskyï, mars 1918.

La Sloutch est longue de 451 km et draine un bassin de 13 800 km2. Elle prend sa source dans l'oblast de Khmelnytskyï, arrose les oblasts de Jytomyr et de Rivne, longe la frontière entre l'Ukraine et la Biélorussie avant de se jeter dans la rivière Horyn.
La rivière Sloutch arrose les villes de
- Novohrad-Volynskyï
- Starokostiantyniv
- Berezne
- Sarny.

## Source
- Grande Encyclopédie soviétique